# Coelioxys praetextata
Coelioxys praetextata är en biart som beskrevs av Alexander Henry Haliday 1836. Coelioxys praetextata ingår i släktet kägelbin, och familjen buksamlarbin. Inga underarter finns listade i Catalogue of Life.